# Dovhalivske, Rokîtne
Dovhalivske (în ucraineană Довгалівське) este un sat în comuna Ostriv din raionul Rokîtne, regiunea Kiev, Ucraina.

## Demografie
Componența lingvistică a localității Dovhalivske
     Ucraineană (98,11%)
     Rusă (1,89%)
Conform recensământului din 2001, majoritatea populației localității Dovhalivske era vorbitoare de ucraineană (98,11%), existând în minoritate și vorbitori de rusă (1,89%).